# Evangelische Kirche (Rai-Breitenbach)

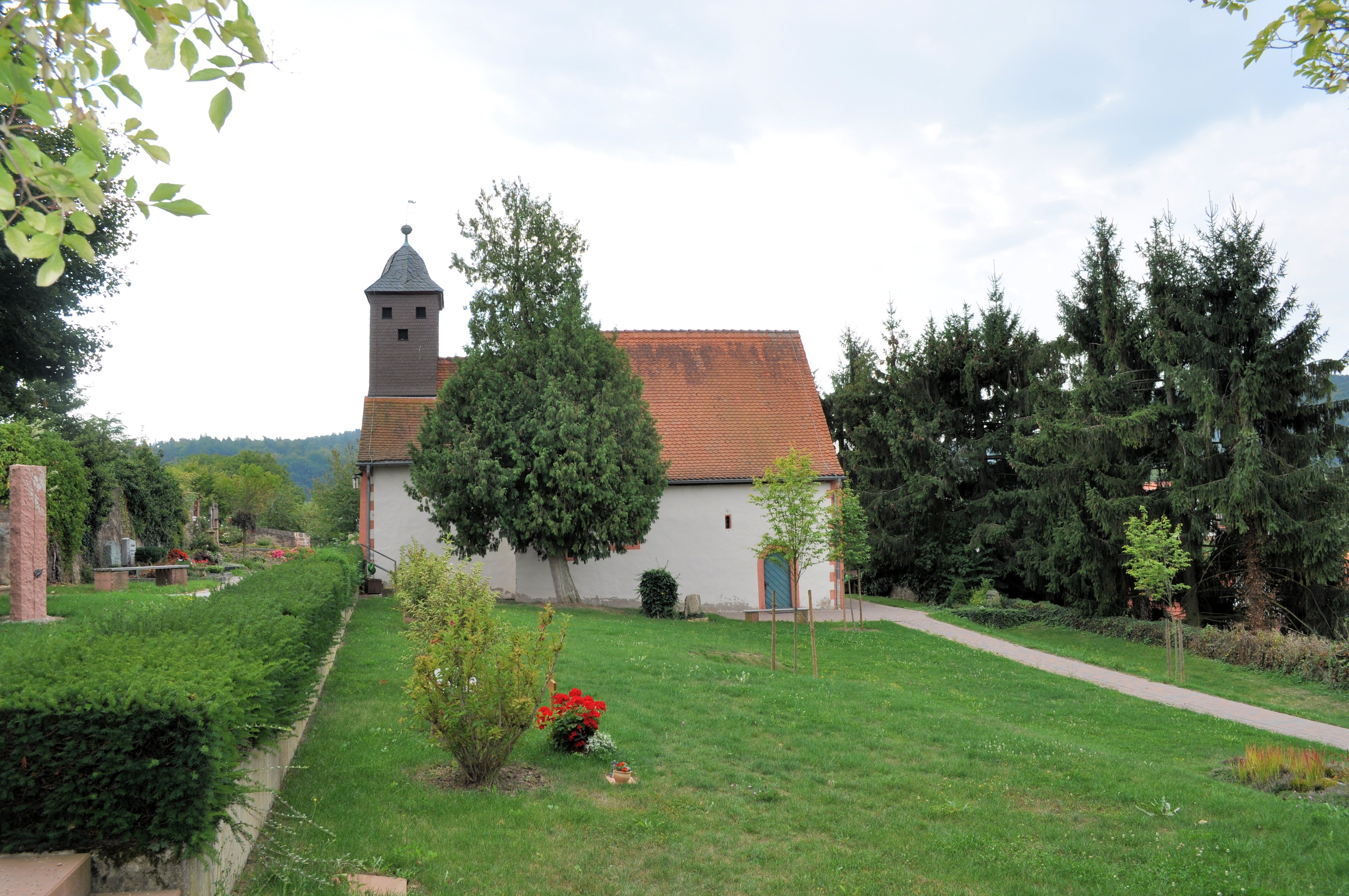
Evangelische Kirche (Rai-Breitenbach)

Die Evangelische Kirche Rai-Breitenbach ist ein denkmalgeschütztes Kirchengebäude  in Rai-Breitenbach, einem Ortsteil der Gemeinde Breuberg im Odenwaldkreis in Hessen. Die Kirche gehört zur Kirchengemeinde Neustadt im Dekanat Odenwald in der Propstei Starkenburg der Evangelischen Kirche in Hessen und Nassau.

## Beschreibung
Das Kirchengebäude stammt aus dem 13. Jahrhundert. Der eingezogene spätgotische Chor auf quadratischem Grundriss im Osten des Kirchenschiffs wurde 1498 gebaut. Aus dem Satteldach des Chors erhebt sich seit 1776 ein quadratischer, mit einer glockenförmigen Haube bedeckter Dachreiter, der den Glockenstuhl beherbergt, in dem drei Kirchenglocken hängen. Der Chor ist um vier Stufen erhöht, da die Kirche an eine Böschung gebaut ist. 
Der Kämpfer des Chorbogens beginnt über einem Gesims. Mit der Erweiterung des Chors nach Osten zu Beginn des 16. Jahrhunderts und der Beibehaltung des alten Altars ist dieser nun freistehend. Das Taufbecken steht an der Nordostwand des Kirchenschiffs. An der nördlichen Innenwand des Chors ist ein Sakramentshaus in die Wand eingelassen. Auf der Südseite befindet sich eine Piscina. Die Empore und die weitere Kirchenausstattung, wie die Kanzel stammen aus dem 18. Jahrhundert. 1968 wurde ein Positiv von Förster & Nicolaus Orgelbau aufgestellt. Bei der letzten Renovierung 1987 wurden alte Wandmalereien freigelegt.